# Winnipeg (ancienne circonscription fédérale)
Pour les articles homonymes, voir Winnipeg (homonymie).
Winnipeg fut une circonscription électorale fédérale du Manitoba, représentée de 1882 à 1917.
La circonscription de Winnipeg apparut en 1882 avec des parties de la circonscription de Selkirk. Abolie en 1914, elle fut redistribuée parmi Winnipeg-Centre, Winnipeg-Nord et Winnipeg-Sud.

## Géographie
En 1882, la circonscription de Winnipeg comprenait :
- La cité de Winnipeg
- La municipalité de Fort Rouge

## Députés
1. 1882-1887 — Thomas Scott, CON
2. 1887-1891 — William Bain Scarth, CON
3. 1891-1893 — Hugh John Macdonald, L-C
4. 1893-1896 — Joseph Martin, PLC
5. 1896-1897 — Hugh John Macdonald, L-C
6. 1897-1900 — Richard Willis Jameson, PLC
7. 1900-1904 — Arthur W. Puttee, Travailliste
8. 1904-1908 — David Wesley Bole, PLC
9. 1908-1911 — Alexander Haggart, CON
10. 1911-1917 — Robert Rogers, CON

- CON = Parti conservateur du Canada (ancien)
- L-C = Parti libéral-conservateur
- PLC = Parti libéral du Canada